# Bajt Najim
Bajt Najim (arab. بيت نايم) – miejscowość w Syrii, w muhafazie Damaszek. W 2004 roku liczyła 2853 mieszkańców.